# Бербат (князь)
Бербат або Барбат (Bărbat) — князь (воєвода) Олтенії (Волощини), що правив у другій половині ХІІІ століття. Був господарем земель, розташованих у Північній Олтенії, на південь від Карпат. Молодший брат та наступник князя Литовоя.

Придунайські князівства в 12-13 століттях

Бербат був волоським князем, наступником свого брата князя Литовоя, який загинув близько 1279 року у війні проти агресії угорців. Коли князь Литовий відмовився від намагань короля Ладислава IV Половця (1272–1290) підкорити собі його землі, угорці послали каральну експедицію і князь Литовий загинув у битві проти угорської армії. 
Бербат був схоплений у полон і відправлений до королівського двору, де він був змушений не лише заплатити викуп, але й визнати себе угорським васалом. Після цього він повернувся до своєї країни. Він погодився платити данину угорцям. Близько 1285 року ще був князем (воєводою) «землі Литуї» (Lytua).
Бербат (Барбат) — також є річка, ліва притока річки Стрей в повіті Пуї (в нинішній Румунії), в тій місцевості де були володіння князя Бербата.